# المركز الوطني لتربية الخيول شاوشاوى
المركز الوطني لتربية الخيول شاوشاوى أو شاوشاوة هي مؤسسة مخصصة للحفاظ على سلالات الخيول الجزائرية وتحسينها، تأسست في عام 1874 في مدينة تيارت، وهو الآن المركز المختص في القضايا المتعلقة بتربية ورعاية الخيول.

## نشأة
المركز الوطني لتربية الخيول شاوشاوى تأسست في عام 1874 من قبل وزارة الحرب الفرنسية، وكانت تعرف في الأصل باسم "جومانتري دي تياريه". كانت مهمتها الأصلية توفير الخيول للجيش الفرنسي. في أوائل القرن العشرين، تم تربية ما يصل إلى 22,000 مهرة سنويًا، بما في ذلك خيول عسكرية من سلالات بارب وعربية وعربية-بارب، بالإضافة إلى خيول عاملة للزراعة.
بعد استقلال الجزائر في عام 1962، أصبحت شاوشاوة مزرعة خيول وطنية جزائرية. تقلصت أنشطتها بشكل كبير بفعل التشغيل الميكانيكي، وتراجع عدد الخيول الموجودة فيها إلى 208 (بما في ذلك نصفها من الخيول العربية الأصيلة) بحلول نهاية عام 2018.
في عام 2022، وقعت مزرعة شاوشاوة شراكة لاقتناء 190 رأسًا من سلالة الرمبي من الأغنام، وهي سلالة محلية، بهدف الوصول إلى 800 رأس بحلول عام 2025 لتسويق لحمها وحليبها. بالإضافة إلى ذلك، حصلوا على 10 أبقار، ويهدفون إلى الوصول إلى قطيع مكون من 70 رأسًا خلال 3 سنوات.
تمتد مزرعة شاوشاوة اليوم على مساحة 610 هكتارات، بينما كانت تزيد عن 1,200 هكتار في أوائل الألفية الجديدة. تجري حاليًا أعمال بناء في المزرعة، حيث تم الانتهاء من نحو 65% من العمل، ولديها العديد من المشاريع الجارية. اعتبارًا من عام 2023، توظف المزرعة الوطنية للخيول 56 موظفًا.